# Boloria nitida
Boloria nitida är en fjärilsart som beskrevs av B.C.S Warren 1944. Boloria nitida ingår i släktet Boloria och familjen praktfjärilar. Inga underarter finns listade i Catalogue of Life.